# أليسون مكنيل
أليسون مكنيل هي مدربة كرة سلة كندية، ولدت في 26 سبتمبر 1959 في برينستون في الولايات المتحدة.